# Günther Domenig
 (septembre 2022).
Si vous disposez d'ouvrages ou d'articles de référence ou si vous connaissez des sites web de qualité traitant du thème abordé ici, merci de compléter l'article en donnant les références utiles à sa vérifiabilité et en les liant à la section « Notes et références ».
Günther Domenig (né le 6 juillet 1934 à Klagenfurt en Autriche et mort le 15 juin 2012 à Graz en Autriche), diplômé de l'université technique de Graz en 1959, est un architecte autrichien de renommée internationale dont les agences sont situées à Graz, Klagenfurt et Vienne.

## Biographie
Günther Domenig suit des cours élémentaires à l’école d’Obervellach de 1940 à 1944. À l’issue de ses études secondaires au lycée de Klagenfurt (1944-1948), il intègre la section génie des structures à la HTL, une école supérieure spécialisée dans les techniques du bâtiment jusqu’en 1953. Il se tourne ensuite vers des études d’architecture à la l'université technique de Graz (TUG), dont il sort diplômé avec Summa cum laude en 1959.
De 1959 à 1963, il travaille comme assistant architectural dans des bureaux d’architecture en Autriche et à l’étranger avant de collaborer avec Eilfried Huth (de) pendant dix ans (1963-1973). Durant cette période, Günther Domenig conçoit des projets pionniers tels que l'habitation Ragnitz ou l'Académie pédagogique du diocèse de Graz-Seckau dans Eggenberg. Ces projets ont été hautement considérés dans la veine brutaliste.
À partir de 1973, Günther Domenig et Eilfried Huth s’accordent sur le fait que leurs idées sont désormais trop divergentes et décident de ne plus collaborer.
Günther Domenig développe son propre style architectural qui va et vient entre l’expressionnisme et le biomorphisme, à la manière d’une œuvre d’art. Il fonde ses propres agences à Graz, Klagenfurt et Vienne. Son premier projet reconnu de manière internationale est la Z-Bank à Vienne qui signale une esthétique beaucoup plus expressionniste et moderniste (formes déformées, lignes fragmentées, formes organiques ou biomorphiques, masses sculptées, utilisation intensive de béton et de briques, asymétries). Frank Gehry, Daniel Libeskind, Hans Scharoun, Rudolf Steiner, Bruno Taut, Erich Mendelsohn, Walter Gropius et Eero Saarinen sont quelques exemples d’architectes influencés par ce style.
En parallèle, il développe certains projets en partenariats depuis 1987, notamment avec Hermann Eisenköck.
En 2004, il représentait l’Autriche à l’exposition internationale de la 9e Biennale d’architecture de Venise.
Depuis 2006, Günther Domenig s’est associé à l’un de ses employés Gerhard Wallner. Ensemble, ils ont fondé le cabinet d'architecture Domenig & Wallner ZT GmbH. 
Ultérieurement, les projets de Günther Domenig ont pris de l’importance, particulièrement dans la recherche.

## Réalisations

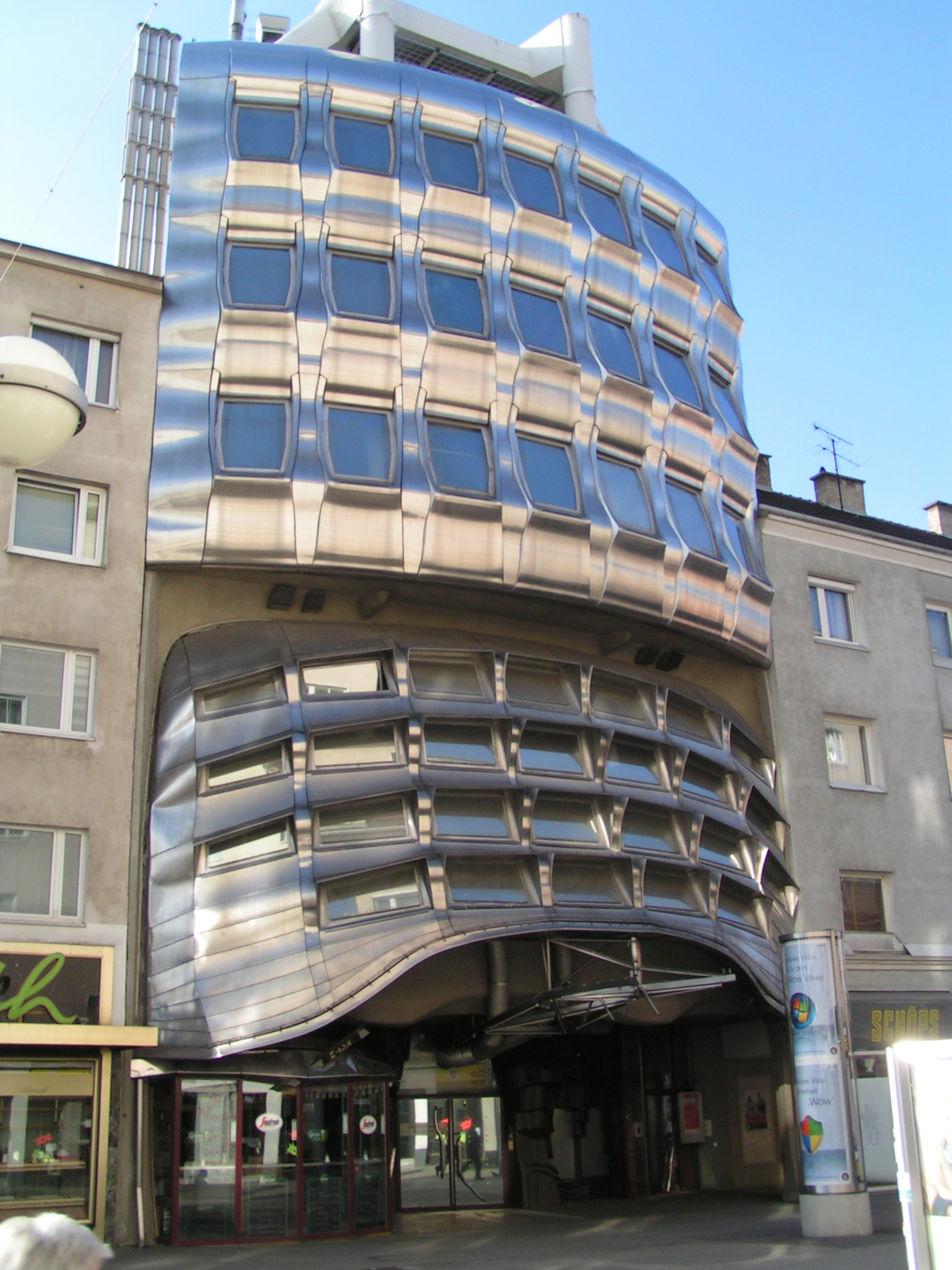
1974-79 Bureaux de la Zentralsparkasse, aka Z Banque, dans le quartier de Favoriten
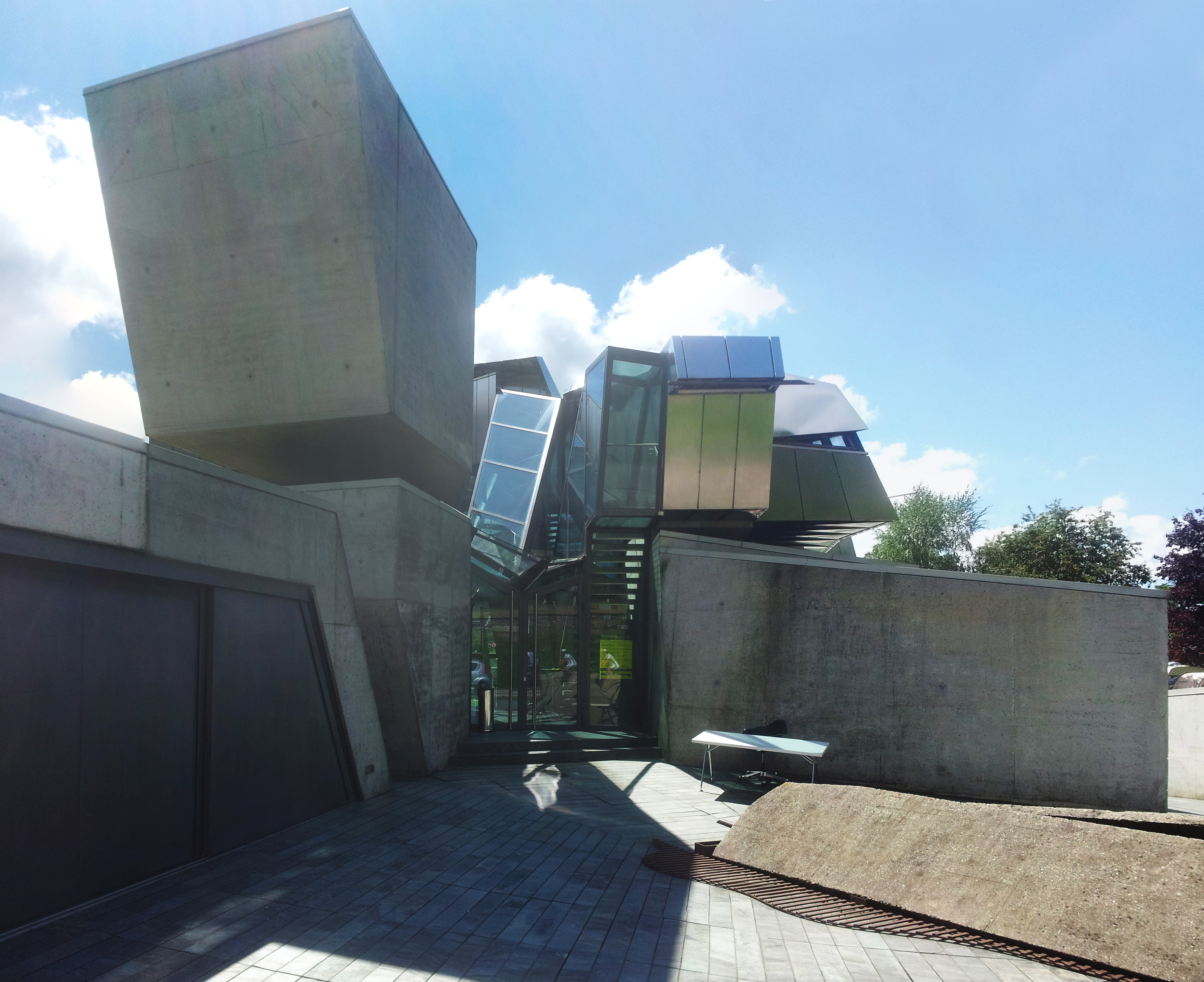
Steinhaus “Maison en pierres”, Steindorf, Carinthie, Autriche
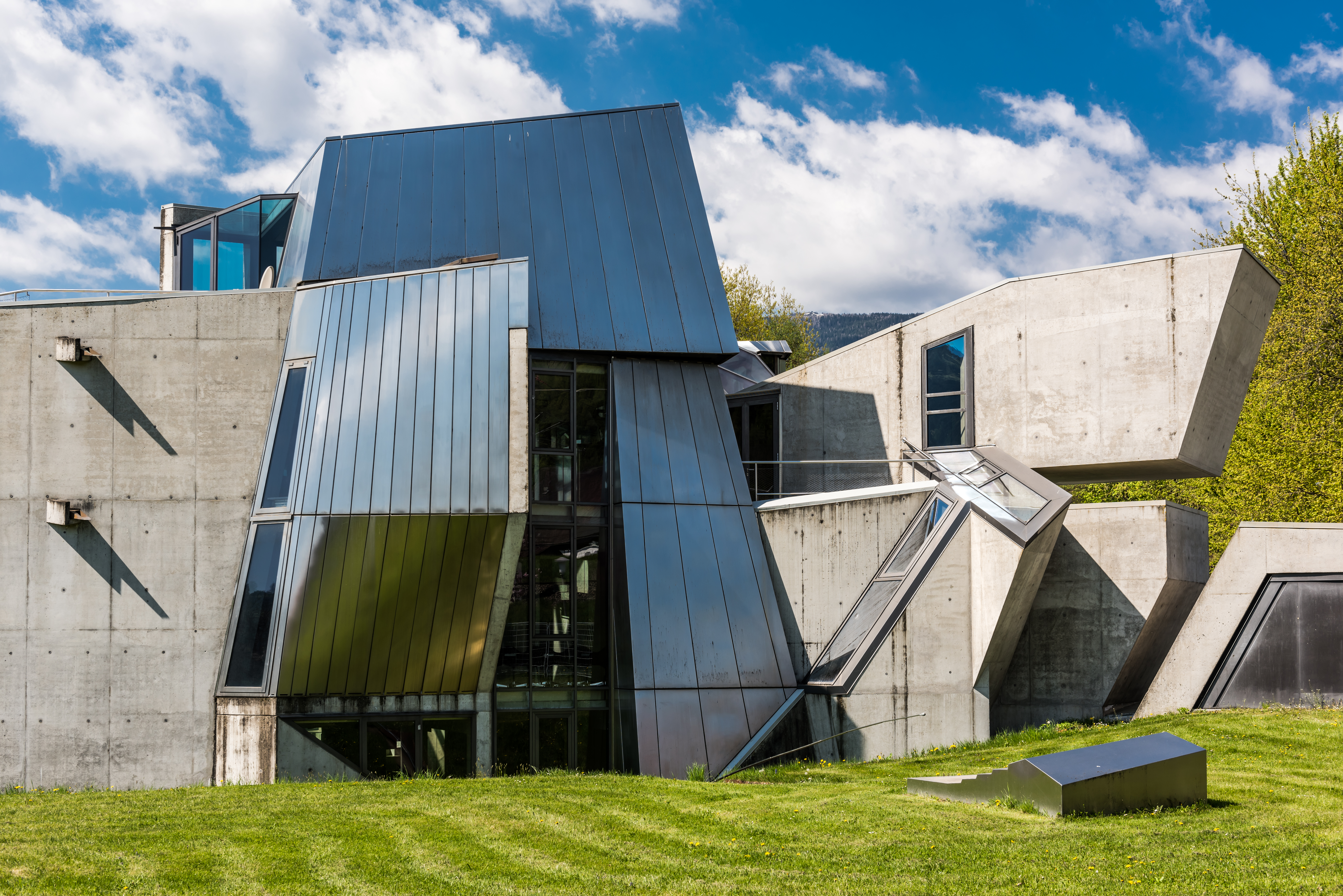
Autre vue de la maison en pierres.
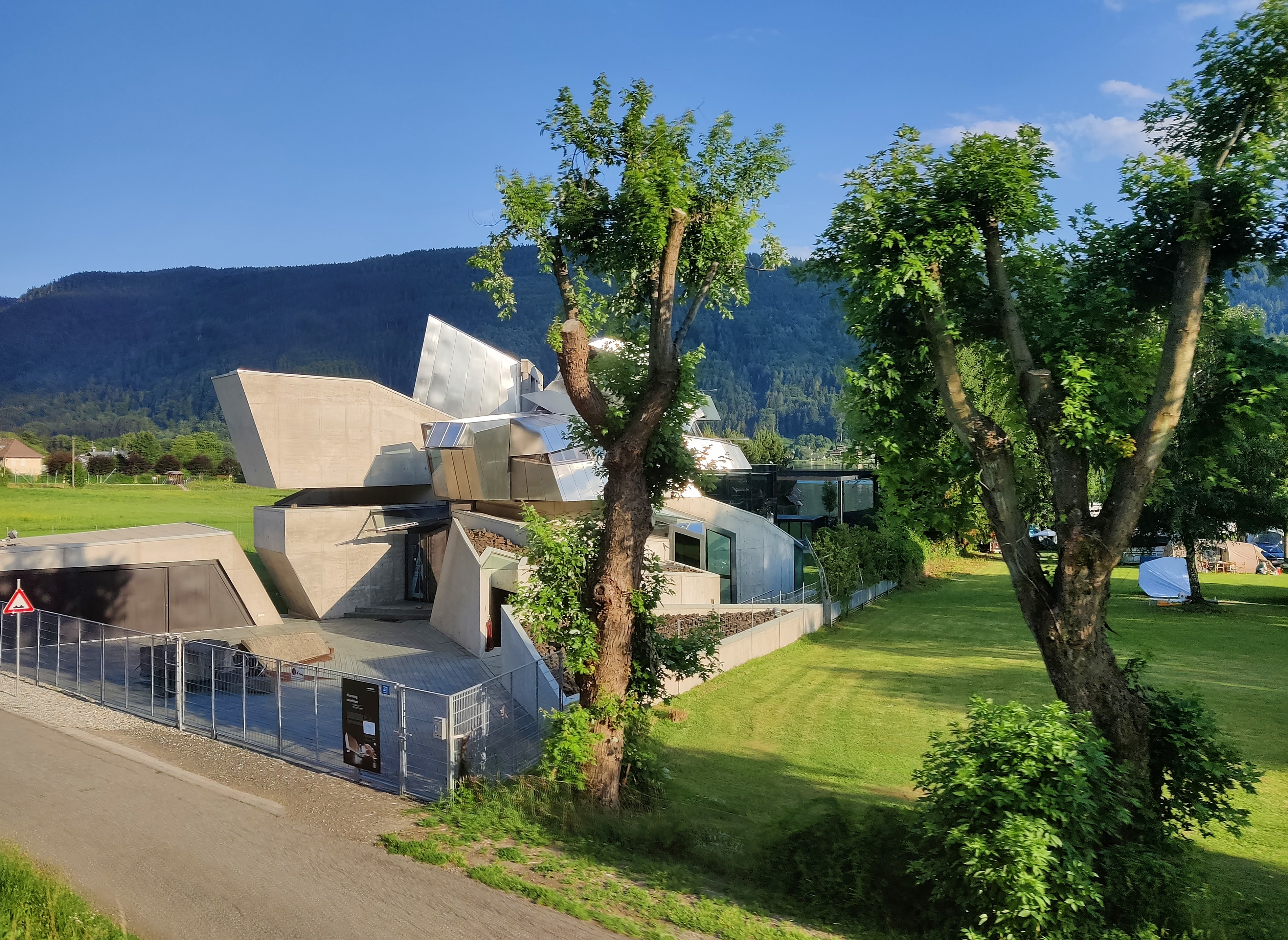
La Steinhaus de Günther Domenig derrière un arbre. Juillet 2021.

### Projets
Günther Domenig a produit de nombreux bâtiments remarquables en Autriche mais aussi  dans le reste du monde. 
Ses projets son très variés : écoles, bureaux, showroom, hôtel, logements résidentiels, urbanisme, spa, maisons individuelles, théâtre, installations/scénographie, galerie d’art contemporain, centres éducatifs, centres commerciaux, aménagements paysagers, et des projets de grande ampleur tel que les Dokumentationszentrum (en) (Centre de Documentation, 1999) à Nuremberg adjacent au complexe du parti nazi « Albert Speer ».
- 1963-68 Académie pédagogique, Graz, Autriche (avec Eilfried Huth)
- 1963-69, Académie pour l'éducation, Graz, Autriche
- 1965-69 Église catholique, Oberwart, Steiermark, Autriche (avec Eilfried Huth)
- 1972 Salle polyvalente, Graz, Autriche
- 1973-77 Hall d’école polyvalente, Graz, Autriche
- 1974-79 Bureaux de la Zentralsparkasse, aka Z Banque, une succursale bancaire dans le quartier de Favoriten, Vienne, Autriche - premier grand projet –
- 1977-2008 Steinhaus “Maison en pierres”, Steindorf, Carinthie, Autriche - Son chef-d’œuvre -
- 1983-93 Université technique de Graz, Autriche
- 1987 Usine Funder Werk II, Saint Veit, Autriche
- 1991-92 Intervention dans un château Renaissance, Neuheus, Autriche (avec Gerhard Wallner)
- 1993-95 Centre d'innovation, Völkermarkt, Carinthie, Autriche - Exposition régionale de Carinthie
- 1993-96 RESOWI-Zentrum, bâtiment universitaire, Graz, Autriche
- 1994-95 GIG, Völkermarkt, Autriche (avec Gerhard Wallner)
- 1994-96 École élémentaire de Vienne, Autriche
- 1995 Scénographie et costumes pour le spectacle Elektra, Opéra de Graz, Autriche
- 1996-98 Théâtre municipal, Klagenfurt, Autriche
- 1997 Hôpital national de Graz-Ouest, Autriche
- 1998 Scénographie pour le spectacle “Moïse et Aron”, Opéra de Graz, Autriche
- 1998-2001, Centre de documentation Reichsparteitag, Nuremberg, Allemagne (avec Gerhard Wallner)
- 1999-2000 Academy of Arts, Münster, Autriche (avec Raimund Beckmann)
- 1999-2000 Hôtel Augarten, Graz, Autriche (avec Gerhard Wallner)
- 2000 Hôtel Wolkersdorf, Autriche
- 2002-04 T-Center (en), Vienne, Autriche (avec Hermann Eisenköck & Herfried Peyker)
- 2005-08 Centre éducatif Mühleholz II, Vaduz, Liechtenstein
- 2006-08 Établissement Ronacher, Vienne, Autriche (avec Gerhard Wallner)
- 2006-08 Hôtel SPA Bad Gleichenberg, Styrie, Autriche (avec Gerhard Wallner)
- 2007 Résidence de L’Éléphant blanc, Graz, Autriche (avec Gerhard Wallner)
- 2008-09 Showroom, Graz, Autriche (avec Gerhard Wallner)
- 2008-09 École professionnelle de la province de Styrie, Mureck, Autriche (avec Gerhard Wallner)
- 2009-10 Centre Commercial, Zadra, Croatie (avec Gerhard Wallner)
- 2009-11 Nouveau Spielberg, Spielberg, Autriche (avec Gerard Wallner)
- 2010 Centre gériatrique régional, Mautern, Autriche (avec Gerhard Wallner)
- 2010-12 Centre Commercial, Zagreb, Croatie (avec Gerhard Wallner)

### Projets exemplaires
- La "Steinhaus" - Opus magnum

La «Steinhaus», située au lac Ossiach près de Klagenfurt, est la maison personnelle de Günther Domenig. Ce projet ayant nécessité plus d’un quart de siècle (1977-2008) à l’architecte pour sa réalisation est progressivement devenu un manifeste personnel. 
Les premières esquisses de l'édifice de béton, de verre et d'acier inoxydable datent de 1977. Tout au long de sa conception, la Steinhaus était à la fois un support d’expérimentations techniques et formelles, un chantier expérimental et une démonstration des aspirations architecturales de l’architecte. La Steinhaus est progressivement devenue une icône culturelle où se sont déroulés des concerts, des projets artistiques mais aussi des émissions de télévision. Elle apparaît également dans de nombreux livres et revues d’architecture.
Véritable Opus Magnum, ce projet désormais mondialement connu s’inscrit entre œuvre architecturale et œuvre d'art.
- Centre de documentation (en), Nuremberg

En 1998, Günther Domenig obtient le premier prix du concours international lancé en 1994 par le conseil municipal de Nuremberg pour son centre de documentation. Sa proposition ingénieuse vise à transpercer le côté nord du bâtiment par une coursive diagonale faite de verre et d’acier. Inhérent au geste de ce projet c’est une réfutation du projet de l’architecte nazi en chef Albert Speer qui avait choisi un programme sur ce site comprenant un champ Zeppelin, un stade d’une capacité de 400 000 personnes, un champ de Mars pour des exercices militaires, un palais des congrès d’une capacité de 50 000 personnes, et une large route. C'est aussi là que Speer avait créé la «cathédrale de lumière» où les nazis ont rassemblé près d'un million de personnes entre 1933 une 1938.
En tournant le dos à l’architecture nazie, Günther Domenig, lui-même fils d'un juge nazi, a confronté son histoire personnelle à celle du site du projet. Le 4 novembre 2001, le projet a été dévoilé par M. Johannes Rau, alors président de l'Allemagne.

### Mobilier
- 1968 La chaise « Stapel-Stühle »
- 1969 Le fauteuil « Armsessel »

### Expositions
Günther Domenig a participé à de nombreuses expositions et manifestations culturelles dans le monde : expositions, biennales d’architecture de design et d’art, lectures…
En voici quelques-unes :
- 21.03.1992 – 25.04.1992 « Günther Domenig - Memory of the future » proposé par la Storefront for Art and Architecture à la Storefront Gallery, New York, États-Unis
- 1995 «Le nouvel immeuble dans les Alpes» à l'Institut du Vorarlberg des architectes, Carinthie, Autriche
- 1997 Exposition nationale de Leoben, Haute-Styrie, Autriche
- 20.09.1998 – 21.11.1998 « Jenseits Von Kunst – Au-delà de l'art » proposé par la Neue Galerie, Graz au Musée Royal des beaux-arts (KMSKA) d’Anvers, Belgique
- 22.10.1999 – 08.01.2000 « Centre de Documentation Nazi Party Rally GroundsNuremberg et d'autres projets » proposé par Mobilier de bureau Bene, Autriche à la « Forme de l'objet, Munich, Allemagne
- 31.03.2000 – 28.05.2000 « Günther Domenig - Verwandlungen » (transformations) proposé par Kunsthaus Mürz au Mürzzuschlag de Styrie, Autriche
- 1998 – 2001 «  At the End of the Century: One Hundred Year of Architecture », proposé par le Museum of Contemporary Art de Los Angeles à Chicago, Los Angeles, Cologne, Tokyo, Mexico, Cologne, São Paulo.
- 22.11.2002 – 20.01.2003 « Shanghai Biennale - Urban Creation » proposé par La Biennale de Shangai au Shanghai Art Museum, Chine
- 19.07.2003 – 10.08.2003 « Architektur als ästhetische Organisation » (L'architecture comme une organisation esthétique) proposé par Kunsthaus Mürz au Mürzzuschlag, Styrie, Autriche.
- 14.01.2004 – 22.02.2004 « Günther Domenig -Steinhaus - Stone house », proposé par le musée de l’Architecture allemand à Frankfurt, Allemagne
- 12.09.2004 – 07.11.2004 « IX. Metamorph Architecture Biennale - Venise 2004 », proposé par La Biennale de Venise à l’Arsenal de Venise, Italie
- 16.11.2004 – 08.01.2005 « Architecture Laboratory Styria Part 1 Günther Domenig - STRUCTURES THAT FIT MY NATURE », proposé par INSTYRIA+ARTIMAGE à l’Austrian Cultural Forum, New York, États-Unis
- 2005 «Günther Domenig : Structures that fit my nature»  The MAK Center for Art and Architecture, Los Angeles, États-Unis
- 21.12.2004 – 13.03.2005 « New Experiments in Architecture -Art and the City 1950-2000 », proposé par ARCHILAB au Mori Art Museum, Tokyo, Japon.
- 05.08.2006 – 23.08.2006 « Skulptural architektur in Austria », proposé par le bureau du Chancelier de Vienne au National Art Museum of China (NAMOC) (NAMOC), Beijing, Chine.
- 04.12.2008 - 14.01.2009 « Do ! Eine Ausstellung zu Günther Domenig », proposé par la Maison de L’architecture de Graz au Palais Thinnfeld, Graz, Autriche

Günther Domenig a participé à la publication de nombreux catalogues sur les manifestations auxquelles il a contribué.

## Concours et prix
- 1966 Grand Prix International d'Urbanisme et d'Architecture Projet Ragnitz, Cannes, France

Après avoir expérimenté l’architecture gonflable et les constructions pneumatiques (comme Hausrucker & Co et Coop Himmelb), Günther Domenig et Eilfried Huth ont participé à l'exposition Fiction urbaine à la galerie Saint-Étienne à Vienne.Laquelle présentait la scène Progressive d’Architecture autrichienne. Huth et Domenig ont exposé le projet Überbauung Ragnitz pour laquelle ils ont reçu le Grand Prix d'Urbanisme et d'Architecture qui lancé leur carrière internationale.
- 1967-1967 prix de l'Association des architectes du Centre Académie Catholic pour l’éducation, Graz, Autriche.
- 1975 Prix européen de la construction métallique.
- 1978 Prix de la recherche Autrichienne « ciment » (Award of Austrian Cement Research)
- 1981 Prix de l'Association des architectes du Centre Z-Branch Bank Building, Vienne, Autriche
- 1989 Prix de l'Association des architectes du Centre pour Power Station Frauenburg, Unzmarkt, Autriche
- 1992 prix de l'Association des architectes du Centre  pour le Ritter Klagenfurt, Autriche
- 1995 prix de l'Association des architectes du Centre  pour le Provincial Exhibition Carinthia "Grubenhunt und Ofensau"
- 1995 1er prix de reconnaissance de la Carinthie pour le marché GIG International.
- 1995 Médaille d'Or de la Ville de Vienne (Golden Medal of Honour of the City of Vienna)
- 1995 Landesbaupreis Carinthie pour l'Exposition de Carinthie provincial.
- 1996 1er prix du design pour le Centre sur Kai.
- 1996 Prix d'architecture du gouvernement régional de Styrie pour le Resowi Center.
- 1997 Prix conception pour le Musée de Leoben.
- 1997 Prix des constructeurs de l'Association centrale pour le Centre RESOWI
- 1998 Prix de l'Association centrale pour les constructeurs de Klagenfurt, Autriche (réhabilitation théâtre de la ville.)
- 1998 Prix pour la création des décors et des costumes pour l'opéra Elektra (1995) et Moses und Aron (1998) à l’Opéra de Graz.
- 1999 Prix pour des bâtiments exemplaires en Basse-Autriche et notamment l'usine de projet Heidenbauer 2, Wiener Neudorf.
- 2004 Günther Domenig est honoré du premier prix de la section « Transformations » (Golden Lion for “Transformations”) à l’Exposition Internationale d’Architecture de la 9e Biennale de Venise. Cette mention spéciale lui est décernée pour l’œuvre du Centre de Documentation de Nuremberg en Allemagne. Déconstruisant radicalement la régularité intimidante de la structure nazie existante, Günther Domenig a réussi avec succès à transformer le symbole d’un passé épouvantable en une structure de mémoire critique. Le responsable de la 9e Biennale de l'Architecture est le professeur Kurt W. Forster, un historien de l’architecture suisse.
- 2004 Golden Austrian Cross of Honour for Science and Art, First Class
- 2004 Otto Wagner Urban Planning Prize 2004, Project T-Center St. Marx, Vienne
- 2004  Great Austrian State Award for Architecture, Art and Design
- 2005 1er prix Concours École professionnelle de la province de Styrie, Autriche
- 2005 1er prix Concours Rehabilitation de l’établissement Ronacher, Vienne, Autriche
- 2005 Concours Nouvelle Bibliothèque publique de l'État de Jalisco pour l’université de Guadalajara, Mexique
- 2006 2e prix Concours Musée allemand de l’industrie minière, Bochum, Allemagne
- 2006 State Award-Architecture, Project T-Center St. Marx, Vienne, Autriche
- 2008 1er prix Concours Réhabilitation et extension du château Feistritz, Steiermark, Autriche
- 2008 1er prix Concours Hôpital Zella Am See, Salzburg, Autriche
- 2009 1er prix Concours Renouvellement des bâtiments de chimie KFU, Graz, Autriche
- 2009 Josef Lackner Prize University Innsbruck
- 2010 2e prix Concours Centre régional Gériatrique de Mautern, Steiermark, Allemagne
- 2010 3e prix Concours École maternelle Wolkersdorf, Niederösterreich, Autriche
- Provincial Architectural Awards partially multiple, Styria, Vienne, Carinthie, Autriche
- Prix « Geramb-Award » pour divers projets de constructions excellentes, Styrie, Autriche

## Enseignement
En plus de sa pratique, Günther Domenig enseigne la théorie architecturale en Autriche comme à l’étranger : Allemagne, Angleterre, Pays-Bas, Scandinavie, Italie, États-Unis…
- De 1980 à 2000, il enseigne et mène des recherches à l'Institut Gebäudelehre, Wohnbau und Entwerfen (Institut d'études du bâtiment, du logement et de design)
- Depuis 1980 il est professeur titulaire à l'université technique de Graz

Il donne aussi beaucoup de séminaires et de conférences à l’international.

### De Günther Domenig
- 1984 «Grazer Schule», catalogue largement diffusé d'un groupe d'architectes basé à Graz dont le membre le plus important, en termes d'ouvrages construits et de renommée internationale, est Günther Domenig.
- 2002 « Steinhaus in Steindorf », Günther Domenig, Ed. Riffler, 80 p,  (ISBN 3-85415-296-5)

### Sur Günther Domenig
- 1996 « GA Document 49. Global Architecture », Ed. Futagawa, Yukio, illustr. Broschiert,  (ISBN 4-87140-149-9)
- 1985 Revue Friends of Kebyar, no 21, Issue 3.1, Gunther Domenig, 12 p.
- 1986 Revue L'Architettura, volume 32, Éd ETAS
- 1988 «  Visionäre Architektur », G. Feuerstein, Ed. Ernst W. & Sohn Verlag, 296p,  (ISBN 3-433-02040-X)
- 1996 « Das new Schulhaus » (Le nouveau bâtiment scolaire), Walter M. Chramosta, Ed. Springer, 259p,  (ISBN 3-211-82814-1)
- 1997 « Sensing the Future : The Architect As Seismograph – The 6th International Architecture Exhibition, La biennale DiVenezia», La Biennale di Venezia, G. Keller, Ed. Electa, 1120p,  (ISBN 8843558439)
- 1998 « Lanci di masse diroccate », Genovese Paolo Vincenzo, éd. Testo & Immagine, 96p,  (ISBN 88-86498-53-5)
- 2003 « Export: austrian architecture in Europe », Hardback, 180 p,  (ISBN 3-211-83842-2)
- 2005 « Günther Domenig - Recent Work », Matthias Boeckl, Ed.Springer publishing, 296p,  (ISBN 3-211-83876-7)
- 2005, « Portraits d'architectes : impressionnistes et véridiques », Claude Parent, Ed Norma, 173p,  (ISBN 2-909283-98-4)
- 2005 « Urban Housing Forms », Jingmin Zhou et Ian Colquhoun, Ed. Architectural Press, 224p,  (ISBN 0-7506-5630-1)
- 2005 « T-Center St. Marx », Liesbeth Wachter-Bohm, Ed. Birkhauser Verlag AG, 96p,  (ISBN 3-7643-7246-X)
- 2010 Maisons privées d’architectes, Jean-Louis André- Éric Morin, éd. Chêne, 192 p.,  (ISBN 2-8123-0199-6)